# Dembo (Burkina Faso)
Pour les articles homonymes, voir Dembo.
Dembo (également dénommé Dimbo) est une localité située dans le département de Nouna de la province du Kossi dans la région de la Boucle du Mouhoun au Burkina Faso.

## Santé et éducation
Dembo accueille un centre de santé et de promotion sociale (CSPS) tandis que le centre médical avec antenne chirurgicale (CMA) se trouve à Nouna.
Le village possède une école primaire publique.